# جانيت شو (ممثلة)
جانيت شو (بالإنجليزية: Janet Shaw)‏ هي ممثلة أمريكية، ولدت في 23 يناير 1919 في بياتريس في الولايات المتحدة، وتوفيت بنفس المكان في 15 أكتوبر 2001.

## أعمال

### أفلام
- ظلال من الشك

## وصلات خارجية
- جانيت شو (ممثلة) على موقع IMDb (الإنجليزية)
- جانيت شو (ممثلة) على موقع قاعدة بيانات الفيلم (الإنجليزية)